# Clarence Gilbert Taylor

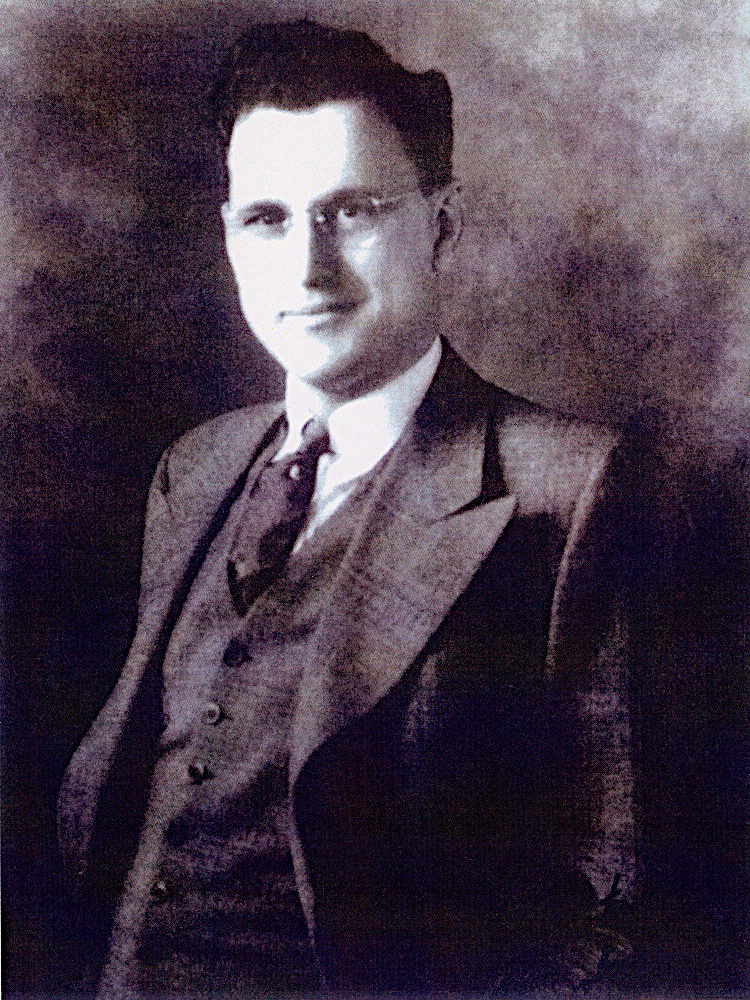
Clarence Gilbert Taylor.

Clarence Gilbert Taylor (08 de setembro de 1898 Rochester, Nova York — 29 de março de 1988 (89 anos) ), foi um dos primeiros empreendedores da aviação e co-fundador da "Taylor Brothers Aircraft Corporation" (mais tarde chamada "Piper Aircraft Corporation") em Rochester, Nova York. Ele foi o projetista do Taylor Cub, que levou à criação do Piper Cub, um dos aviões mais populares da história.

## Biografia
Gilbert nasceu em 8 de setembro de 1898 em Rochester, Nova York, filho de Arthur e Clara (nascida Makin) Taylor, que imigrou para os Estados Unidos de Nottingham, Inglaterra em 1889. Ele foi um dos seis filhos que incluíam Gordon A. Taylor (15 de janeiro de 1902 - 24 de abril de 1928). Gilbert co-fundou a Taylor Brothers Aircraft Corporation com Gordon em 1927. Um ano depois, Gordon morreu, junto com um dos primeiros agentes de vendas da aeronave dos irmãos, durante um vôo de demonstração para um protótipo do avião "Chummy" no "Ford Airport" em Dearborn, Michigan.
Após a morte de seu irmão, Gilbert mudou a empresa para Bradford, Pensilvânia, onde permaneceu até 1936. Durante seu tempo em Bradford, a empresa foi renomeada para "Taylor Aircraft Company" depois que o investidor William T. Piper comprou os ativos da empresa em 1930. Piper manteve Gilbert como presidente, mas após confrontos entre os dois, Piper comprou a parte remanescente de Gilbert e ele saiu para iniciar a "Taylorcraft Aviation" em 1935. Dois anos depois, a Piper mudou o nome da empresa para o que agora é conhecido como Piper Aircraft. Em seguida, construiu mais de 20.000 Piper Cubs projetados por Taylor, a aeronave revestida de tecido mais produzida de todos os tempos e a oitava mais produzida no geral.